# Айлотт, Каллум
Каллум Айлотт, также Илотт (англ. Callum Ilott, род. 11 ноября 1998 года в Кембридже) — британский автогонщик, вице-чемпион Формулы-2 в 2020 году. На данный момент является тест-пилотом команды Ferrari Формулы-1 и пилотом команды Juncos Hollinger Racing в IndyCar Series.

## Карьера

### Картинг
Дебютировал в картинге в 2008 году. В 2011 году выиграл Formula Kart Stars в KF3 и занял третье место в чемпионате Германии среди юниоров. В следующем году выиграл WSK Masters Series и WSK Final Cup и занял второе место в WSK Евросерии. Кроме того, он также занял второе место на кубке мира CIK-FIA. В 2013 году участвовал в соревнованиях в классе технике KF2 и KF. В KF выиграл финальный кубок WSK. В 2014 году он финишировал четвёртым на чемпионате мира CIK-FIA, третьим в Кубке чемпионов WSK, выиграл серию WSK Super Masters и чемпионат Европы CIK-FIA.

### Toyota Racing Series
В 2015 году Айлотт дебютировал в формульном чемпионате в Toyota Racing Series в составе команды ETEC Motorsport. По итогам сезона занял 16-е место. Лучшим результатом стали четвёртые места в трех гонках.

### Чемпионат Европы Формулы-3
Также в 2015 году Айлотт принял участие в Чемпионате Европы Формулы-3 в составе команды Carlin, где его напарниками по команде стали Джордж Расселл и Татьяна Кальдерон. По итогам сезона занял 12-е место в общем зачете и 7-е место в зачете новичков, лучшим результатом стало третье место в первой гонке на этапе в Нюрбургринге.
В 2016 году перешёл в команду Van Amersfoort, напарниками по команде стали Педро Пике, Харрисон Ньюи и Антуан Юбер. Уже во второй гонке первого этапа сезона на Поль Рикаре одержал первую победу в чемпионате. На этапе на Ред Булл Ринге выиграл первую поул-позицию, после штрафа Макса Гюнтера, а затем выиграл гонку. По итогам сезона Айлотт занял 6-е место.
В 2017 году Айлотт выступал за команду Prema Powerteam вместе с Миком Шумахером, Чжоу Гуанью и Максимилианом Гюнтером. По ходу сезона одержал шесть побед, 9 раз стартовал с поул-позиции и 11 раз поднялся на подиум, заняв 4-е место по итогам всего сезона.

### GP3
В 2018 году Айлотт дебютировал в GP3 в составе команды ART Grand Prix. По ходу сезона одержал две победы и семь раз поднялся на подиум, заняв 3-е место и проиграв только своим напарникам по команде: Антуану Юберу и Никите Мазепину.

### Формула-2
В июле 2017 года дебютировал в Формуле-2 на этапе в Сильверстоуне в составе команды Trident. В обеих гонках финишировал вне очков.
В 2019 году Айлотт выступал в Формуле-2 на полном расписании в составе команды Sauber Junior Team by Charouz. Занял 11-е место по итогам сезона с двумя подиумами и одной поул-позицией.
В 2020 году перешёл в команду UNI-Virtuosi Racing. В первой гонке сезона на Ред Булл Ринге одержал победу. Айлотт закончил сезон на втором месте, одержал три победы, пять раз стартовал с поул-позиции и семь раз поднялся на подиум, проиграв титул Мику Шумахеру. В ноябре он объявил, что не будет выступать в чемпионате в следующем сезоне.

### Формула-1
Айлотт присоединился к Red Bull Junior Team в 2015 году, однако по окончании сезона в Европейской Формуле-3 Айлотт был исключен из неё. В 2017 году стал членом Гоночной академии Феррари.
Первый раз сел за руль автомобиля Формулы-1 на тестах по ходу сезона 2019 года в Барселоне. Проехал 41 круг за рулем Alfa Romeo Racing C38, вылетел с трассы и разбил болид. Планировалось, что Айлотт примет участие в первой пятничной тренировке Гран-при Айфеля 2020 года в составе команды Haas, однако из-за непогоды тренировка была отменена. В конце сезона 2020 года принял участие в «молодёжных» тестах в Абу-Даби за рулём автомобиля команды Alfa Romeo. В декабре 2020 года команда Ferrari объявила, что в сезоне 2021 года Айлотт будет выполнять роль тест-пилота команды. В апреля 2021 года команда Alfa Romeo объявила, что Айлотт станет резервным пилотом команды, разделив обязанности с Робертом Кубицей. В сезоне 2021 года принял участие в первых пятничных тренировках на Гран-при Португалии и на Гран-при Австрии.

### 24 часа Ле-Мана
Айлотт принял участие в 24 часах Ле-Мана 2021 года в составе команды Iron Lynx в классе GTE AM в экипаже с Маттео Крессони и Рино Мастронарди. Экипаж занял 27-е место в абсолютном зачёте и третье место в своём классе.

### IndyCar Series
1 сентября 2021 года вернувшаяся в IndyCar Series команда Juncos Hollinger Racing объявила, что Айлотт дебютирует в серии в её составе на предстоящем Гран-при Портленда. Позже команда объявила, что Айлотт выступит во всех трёх оставшихся гонках. На Гран-при Портленда финишировал 25-м, закончив 77 из 110 кругов. На этапе на Лагуна Сека финишировал 22-м. На Гран-при Лонг-Бич сошёл с дистанции, после разворота. 24 сентября Juncos Hollinger Racing объявила, что Айлотт останется пилотом команды в следующем сезоне.

## Результаты выступлений
| Сезон      | Серия                                   | Команда                        | Гонки           | Победы          | Поулы           | Б/Круги         | Подиумы         | Очки            | Место           |
| ---------- | --------------------------------------- | ------------------------------ | --------------- | --------------- | --------------- | --------------- | --------------- | --------------- | --------------- |
| 2015       | Toyota Racing Series                    | ETEC Motorsport                | 16              | 0               | 0               | 1               | 0               | 358             | 16              |
| 2015       | Чемпионат Европы Формулы-3              | Carlin                         | 33              | 0               | 0               | 0               | 1               | 65,5            | 12              |
| 2015       | Формула-3 Мастерс                       | Carlin                         | 1               | 0               | 0               | 0               | 0               | —               | 8               |
| 2015       | Гран-при Макао                          | Carlin                         | 1               | 0               | 0               | 0               | 0               | —               | НФ              |
| 2016       | Чемпионат Европы Формулы-3              | Van Amersfoort Racing          | 30              | 2               | 2               | 3               | 7               | 226             | 6               |
| 2016       | Формула-3 Мастерс                       | Van Amersfoort Racing          | 1               | 0               | 0               | 0               | 0               | —               | 4               |
| 2016       | Гран-при Макао                          | Van Amersfoort Racing          | 1               | 0               | 0               | 0               | 0               | —               | 5               |
| 2017       | Чемпионат Европы Формулы-3              | Prema Powerteam                | 30              | 6               | 9               | 9               | 11              | 344             | 4               |
| 2017       | Гран-при Макао                          | Prema Powerteam                | 1               | 0               | 0               | 0               | 0               | —               | 15              |
| 2017       | Формулы-2                               | Trident                        | 2               | 0               | 0               | 0               | 0               | 0               | 26              |
| 2018       | GP3                                     | ART Grand Prix                 | 18              | 2               | 1               | 2               | 7               | 167             | 3               |
| 2018       | Гран-при Макао                          | Carlin                         | 1               | 0               | 0               | 0               | 0               | —               | 7               |
| 2019       | Формула-2                               | Sauber Junior Team by Charouz  | 21              | 0               | 1               | 0               | 2               | 74              | 11              |
| 2019       | Гран-при Макао                          | Sauber Junior Team by Charouz  | 1               | 0               | 0               | 0               | 0               | —               | 6               |
| 2019       | Формула-1                               | Alfa Romeo Racing              | Тест-пилот      | Тест-пилот      | Тест-пилот      | Тест-пилот      | Тест-пилот      | Тест-пилот      | Тест-пилот      |
| 2020       | Формула-2                               | UNI-Virtuosi                   | 24              | 3               | 5               | 0               | 6               | 201             | 2               |
| 2020       | Формула-1                               | Alfa Romeo Racing              | Тест-пилот      | Тест-пилот      | Тест-пилот      | Тест-пилот      | Тест-пилот      | Тест-пилот      | Тест-пилот      |
| 2020       | Формула-1                               | Haas F1 Team                   | Тест-пилот      | Тест-пилот      | Тест-пилот      | Тест-пилот      | Тест-пилот      | Тест-пилот      | Тест-пилот      |
| 2021       | GT World Challenge Europe Endurance Cup | Iron Lynx                      | 5               | 0               | 0               | 1               | 0               | 27              | 11              |
| 2021       | 24 часа Ле-Мана — LMGTE AM              | Iron Lynx                      | 1               | 0               | 0               | 0               | 1               | —               | 3               |
| 2021       | Intercontinental GT Challenge           | Iron Lynx Motorsport Lab       | 1               | 0               | 0               | 0               | 0               | 0               | НКЛ             |
| 2021       | Intercontinental GT Challenge           | AF Corse— Francorchamps Motors | 1               | 0               | 0               | 0               | 0               | 0               | НКЛ             |
| 2021       | Формула-1                               | Scuderia Ferrari               | Тест-пилот      | Тест-пилот      | Тест-пилот      | Тест-пилот      | Тест-пилот      | Тест-пилот      | Тест-пилот      |
| 2021       | Формула-1                               | Alfa Romeo Racing              | Резервный пилот | Резервный пилот | Резервный пилот | Резервный пилот | Резервный пилот | Резервный пилот | Резервный пилот |
| 2021       | IndyCar Series                          | Juncos Hollinger Racing        | 3               | 0               | 0               | 0               | 0               | 18              | 38              |
| 2022       | IndyCar Series                          | Juncos Hollinger Racing        | 16              | 0               | 0               | 0               | 0               | 219             | 20              |
| 2022       | Формула-1                               | Alfa Romeo F1 Team Orlen       | Резервный пилот | Резервный пилот | Резервный пилот | Резервный пилот | Резервный пилот | Резервный пилот | Резервный пилот |
| 2023       | IndyCar Series                          | Juncos Hollinger Racing        | 17              | 0               | 0               | 0               | 0               | 266             | 16              |
| 2023       | GT World Challenge America — Pro-Am     | Wright Motorsports             | 1               | 0               | 0               | 0               | 1               | 0               | НКЛ†            |
| 2024       | FIA WEC — Hypercar                      | Hertz Team Jota                |                 |                 |                 |                 |                 |                 |                 |
| Источники: |                                         |                                |                 |                 |                 |                 |                 |                 |                 |

† — Поскольку Айлотт был приглашенным гонщиком, он не мог получать очки.

### GP3
| Сезон | Команда        | 1         | 2         | 3         | 4         | 5         | 6         | 7         | 8         | 9         | 10        | 11        | 12        | 13        | 14          | 15         | 16         | 17        | 18        | Место | Очки |
| ----- | -------------- | --------- | --------- | --------- | --------- | --------- | --------- | --------- | --------- | --------- | --------- | --------- | --------- | --------- | ----------- | ---------- | ---------- | --------- | --------- | ----- | ---- |
| 2018  | ART Grand Prix | КАТ ГОН 3 | КАТ СПР 7 | ЛЕК ГОН 8 | ЛЕК СПР 1 | РБР ГОН 1 | РБР СПР 6 | СИЛ ГОН 3 | СИЛ СПР 5 | ХУН ГОН 6 | ХУН СПР 2 | СПА ГОН 6 | СПА СПР 3 | МНЦ ГОН 3 | МНЦ СПР ДСК | СОЧ ГОН 13 | СОЧ СПР 18 | ЯСМ ГОН 4 | ЯСМ СПР 4 | 3     | 167  |

### Формула-2
| Сезон | Команда                       | 1          | 2          | 3            | 4          | 5         | 6         | 7          | 8             | 9            | 10         | 11         | 12         | 13         | 14           | 15         | 16         | 17         | 18        | 19        | 20         | 21         | 22          | 23         | 24          | Место | Очки |
| ----- | ----------------------------- | ---------- | ---------- | ------------ | ---------- | --------- | --------- | ---------- | ------------- | ------------ | ---------- | ---------- | ---------- | ---------- | ------------ | ---------- | ---------- | ---------- | --------- | --------- | ---------- | ---------- | ----------- | ---------- | ----------- | ----- | ---- |
| 2017  | Trident                       | САХ ГОН    | САХ СПР    | КАТ ГОН      | КАТ СПР    | МОН ГОН   | МОН СПР   | БАК ГОН    | БАК СПР       | РБР ГОН      | РБР СПР    | СИЛ ГОН 19 | СИЛ СПР 14 | ХУН ГОН    | ХУН СПР      | СПА ГОН    | СПА СПР    | МОН ГОН    | МОН СПР   | ХЕР ГОН   | ХЕР СПР    | ЯСМ ГОН    | ЯСМ СПР     |            |             | 26    | 0    |
| 2019  | Sauber Junior Team by Charouz | БАХ ГОН 14 | БАХ СПР 16 | БАК ГОН Сход | БАК СПР 9  | КАТ ГОН 8 | КАТ СПР 3 | МОН ГОН НС | МОН СПР 14    | ЛЕК ГОН Сход | ЛЕК СПР 8  | РБР ГОН 14 | РБР СПР 9  | СИЛ ГОН 8  | СИЛ СПР 4    | ХУН ГОН 10 | ХУН СПР 10 | СПА ГОН О  | СПА СПР О | МНЦ ГОН 4 | МНЦ СПР 12 | СОЧ ГОН 9  | СОЧ СПР 3   | ЯСМ ГОН 5  | ЯСМ СПР 4   | 15    | 20   |
| 2020  | UNI-Virtuosi                  | РБР1 ГОН 1 | РБР1 СПР 9 | РБР2 ГОН 5   | РБР2 СПР 5 | ХУН ГОН 8 | ХУН СПР 2 | СИЛ1 ГОН 5 | СИЛ1 СПР Сход | СИЛ2 ГОН 1   | СИЛ2 СПР 6 | КАТ ГОН 5  | КАТ СПР 8  | СПА ГОН 10 | СПА СПР Сход | МОН ГОН 6  | МОН СПР 1  | МУД ГОН 12 | МУД СПР 6 | СОЧ ГОН 3 | СОЧ СПР 7‡ | САХ1 ГОН 2 | САХ1 СПР 16 | САХ2 ГОН 5 | САХ2 СПР 10 | 2     | 201  |

‡ Получил половину очков из-за того, что закончил менее 75 % гоночной дистанции.

### 24 часа Ле-Мана
| Год  | Команда   | Напарники                        | Автомобиль          | Класс  | Круги | ОП | КП |
| ---- | --------- | -------------------------------- | ------------------- | ------ | ----- | -- | -- |
| 2021 | Iron Lynx | Маттео Крессони Рино Мастронарди | Ferrari 488 GTE Evo | GTE Am | 338   | 27 | 3  |

### IndyCar Series
| Сезон | Команда                 | Шасси        | Двигатель | 1      | 2      | 3      | 4      | 5      | 6      | 7      | 8      | 9      | 10     | 11     | 12     | 13     | 14     | 15     | 16     | 17     | Место | Очки |
| ----- | ----------------------- | ------------ | --------- | ------ | ------ | ------ | ------ | ------ | ------ | ------ | ------ | ------ | ------ | ------ | ------ | ------ | ------ | ------ | ------ | ------ | ----- | ---- |
| 2021  | Juncos Hollinger Racing | Dallara DW12 | Chevrolet | АЛА    | СТП    | ТЕХ    | ТЕХ    | ИНД    | 500    | ДЕТ    | ДЕТ    | РОА    | МДО    | НАШ    | ИНД    | ГТВ    | ПОР 25 | ЛАГ 22 | ЛОН 26 |        | 38    | 18   |
| 2022  | Juncos Hollinger Racing | Dallara DW12 | Chevrolet | СТП 19 | ТЕХ 16 | ЛОН 24 | АЛА 25 | ИНД 8  | 500 32 | ДЕТ    | РОА 11 | МДО 23 | ТОР 14 | АЙО 12 | АЙО 11 | ИНД 14 | НАШ 15 | ГТВ 21 | ПОР 9  | ЛАГ 26 | 20    | 219  |
| 2023  | Juncos Hollinger Racing | Dallara DW12 | Chevrolet | СТП 5  | ТЕХ 9  | ЛОН 19 | АЛА 13 | ИНД 18 | 500 12 | ДЕТ 27 | РОА 18 | МДО 16 | ТОР 18 | АЙО 15 | АЙО 14 | НАШ 12 | ИНД 17 | ГТВ 27 | ПОР 15 | ЛАГ 5  | 16    | 266  |